# MC Circulaire
 (octobre 2023).
MC Circulaire est un rappeur français originaire de Fontenay-le-Comte, actif depuis le début des années 2000.

## Description
Il est considéré comme un des pionniers du « rap rural », construit par opposition au « rap de banlieue ». 
MC Circulaire utilise lui-même le terme de ploucsta rap pour se définir (en référence au gangsta rap).
Il participe au clip de Philippe Katerine 85 Rouge et Noir en soutien au club Vendée Les Herbiers Football à l'occasion de la Coupe de France de football 2017-2018 dans laquelle le club amateur termine finaliste.
En mars 2021, MC Circulaire sort l'album Cassos Samuraï en collaboration avec  Boulos, Don Gabo et Kregd du collectif ORJ.

## Sources
- Grégory Blachier, « Des rappeurs du terroir tentent leur chance sur le Web », Le Monde,‎ 30 novembre 2007 (lire en ligne, consulté le 13 décembre 2017).
- « La Sélection rap avec MC Circulaire », Mouv',‎ 25 mai 2014 (écouter en ligne).
- « Fontenay-le-Comte. Le Ploucsta rap de MC Circulaire 100 % vendéen », Ouest France,‎ 9 septembre 2017 (lire en ligne, consulté le 13 décembre 2017).
- Lorraine de Foucher, « Rappeurs des champs », M, le magazine du Monde,‎ 2 décembre 2017, p. 66 (lire en ligne, consulté le 13 décembre 2017).Une citation de cet article est reprise dans un entrefilet du Canard enchaîné, sous le titre « Drôles de zigs », le 6 décembre suivant [lire en ligne].